# Amplitudemodulatie

Amplitudegemoduleerd signaal in het rood

Amplitudemodulatie, kortweg AM genoemd, is een vorm van modulatie waarbij de amplitude van een signaal wordt gevarieerd om het geluidssignaal of andere informatie door te geven. Meestal is het signaal de draaggolf van een radiozender waarvan de amplitude in het ritme van het over te brengen geluid gemoduleerd is.
Een andere methode is FM, frequentiemodulatie, waarbij de amplitude van het signaal constant blijft, maar de frequentie in het ritme van het over te brengen geluid varieert.

## Geschiedenis
AM is de oudste vorm van modulatie en wordt toegepast om informatie over te brengen via een hoogfrequente (radio-)verbinding. De over te brengen informatie kan bijvoorbeeld een spraaksignaal zijn (audio).
Bij morse werd in de oervorm AM gebruikt: bij seinsleutel neer werd de draaggolf uitgezonden, bij sleutel onbediend werd geen draaggolf uitgezonden. De modulatiediepte is bij een morse signaal 100%. Er kan dan ook alleen maar "aan" en "uit" worden uitgezonden. Dit werd ook wel CW, continuous wave, genoemd.

## Techniek
Bij AM wordt het opgewekte hoogfrequent signaal (met een vaste werkfrequentie), een draaggolf, door het bronsignaal voortdurend in amplitude (of sterkte) gemoduleerd. Als het audiosignaal positief is, wordt de amplitude iets vergroot; bij een negatief signaal wordt de amplitude van de draaggolf iets verlaagd. De mate waarin de draaggolf het bronsignaal volgt, heet de modulatiediepte. De modulatiediepte wordt uitgedrukt in procenten van de ongemoduleerde draaggolf.
AM is erg gevoelig voor stoorsignalen met een pulsvorm, zoals bliksem. Daardoor hoort men geknetter in het ontvangen signaal. AM wordt onder andere toegepast bij televisie (voor het beeldsignaal; het geluid is meestal in FM) en in het radioverkeer in de luchtvaart (vanwege de veiligheid: AM-signalen verdringen elkaar niet).
AM heeft het voordeel van een relatief kleine bandbreedte (zie hieronder bij zijbanden), een vereiste voor communicatie op frequentiebanden onder ongeveer 26 MHz, zoals de lange golf, de middengolf en de korte golf. Daarnaast is voor de luchtvaart van belang dat twee stations die door elkaar uitzenden samen te horen zijn. Bij FM is dit niet zo: men hoort òf het sterkste station òf, als beide signalen bijna even sterk zijn, alleen een fluittoon.
Een AM-signaal wordt in de regels van de ITU-R aangeduid als seinwijze A3E bij gebruik voor telefonie.

## Voorbeeld
Hieronder is een voorbeeld van amplitudemodulatie afgebeeld: het sinusvormige informatiesignaal zorgt ervoor dat de hoge frequentie (de draaggolf) in amplitude varieert.
Het signaal kan beschreven worden door:
{\displaystyle u_{t}=\left(1+\Delta a\right)\sin(2\pi f_{0}t)}
De frequentie van de draaggolf is {\displaystyle f_{0}}, en er is in dit voorbeeld sprake van 100% modulatie, dus Δa doorloopt waarden tussen -1 en +1.

### Zijbanden
Bij amplitudemodulatie ontstaat een frequentiespectrum waarin ook de som en het verschil van de draaggolffrequentie en het bronsignaal voorkomen. Een bronsignaal van 1 kHz gemoduleerd op een draaggolf van 1 MHz (1000 kHz) geeft frequenties van 999 kHz en 1001 kHz, samen met de nog aanwezige 1000 kHz. Een audio-bronsignaal beslaat altijd een bepaalde frequentieband, de resulterende frequenties worden zijbanden genoemd. Het audiosignaal voor een middengolfuitzending wordt begrensd op een maximum van ongeveer 4 kHz waardoor de zijbanden bij elkaar ongeveer 8 kHz beslaan. Omdat de zijbanden van verschillende zenders elkaar niet mogen overlappen hebben middengolfzenders in Europa een onderlinge afstand van 9 kHz.
Het ontstaan van zijbanden is ook logisch te begrijpen door naar de vorm van het uitgezonden signaal te kijken. Als er geen modulatie is, is de uitgezonden frequentie exact die van de draaggolf, en verder niets. Het uitgezonden signaal heeft dan de perfecte sinusvorm. Bij modulatie (zoals het plaatje hierboven) wordt de grootte van de sinus soms kleiner of groter, en dat groter of kleiner worden tast de ideale vorm van de sinus aan. Doordat de sinus niet meer perfect is wordt er ook uitgezonden op frequenties die iets hoger en iets lager liggen dan de draaggolf. De frequenties die rondom de draaggolf worden uitgezonden noemt men zijbanden. Zie verder bij Single-sideband modulation.

## Radiofrequenties
AM-radio-uitzendingen vinden plaats op de volgende frequentiebanden:
- Lange golf (153 kHz–279 kHz); Deze band wordt gebruikt voor radio-uitzendingen in delen van Europa (niet in Nederland en België), Afrika, het Oceaangebied en delen van Azië. In onder meer de Verenigde Staten van Amerika en Canada wordt deze band gebruikt voor ruimtevaartdoeleinden.
- Middengolf (520 kHz–1610 kHz). De meestgebruikte AM-band is de middengolfband. Hier bevonden zich vroeger zeezenders zoals Radio Veronica en Radio Noordzee Internationaal. Zij propageerden hun zenders met hun golflengte. Tegenwoordig gebruiken de middengolfzenders de frequentie in kHz om hun zender te promoten en voegen er meestal de afkorting "AM" bij.
- Korte golf 2,3 MHz–26,1 MHz, onderverdeeld in 15 uitzendbanden. Deze band wordt vaak gebruikt voor radio-uitzendingen over de gehele wereld en zijn alleen met een wereldontvanger te beluisteren.
- 27MC.